# Halo (フォーミュラカー)

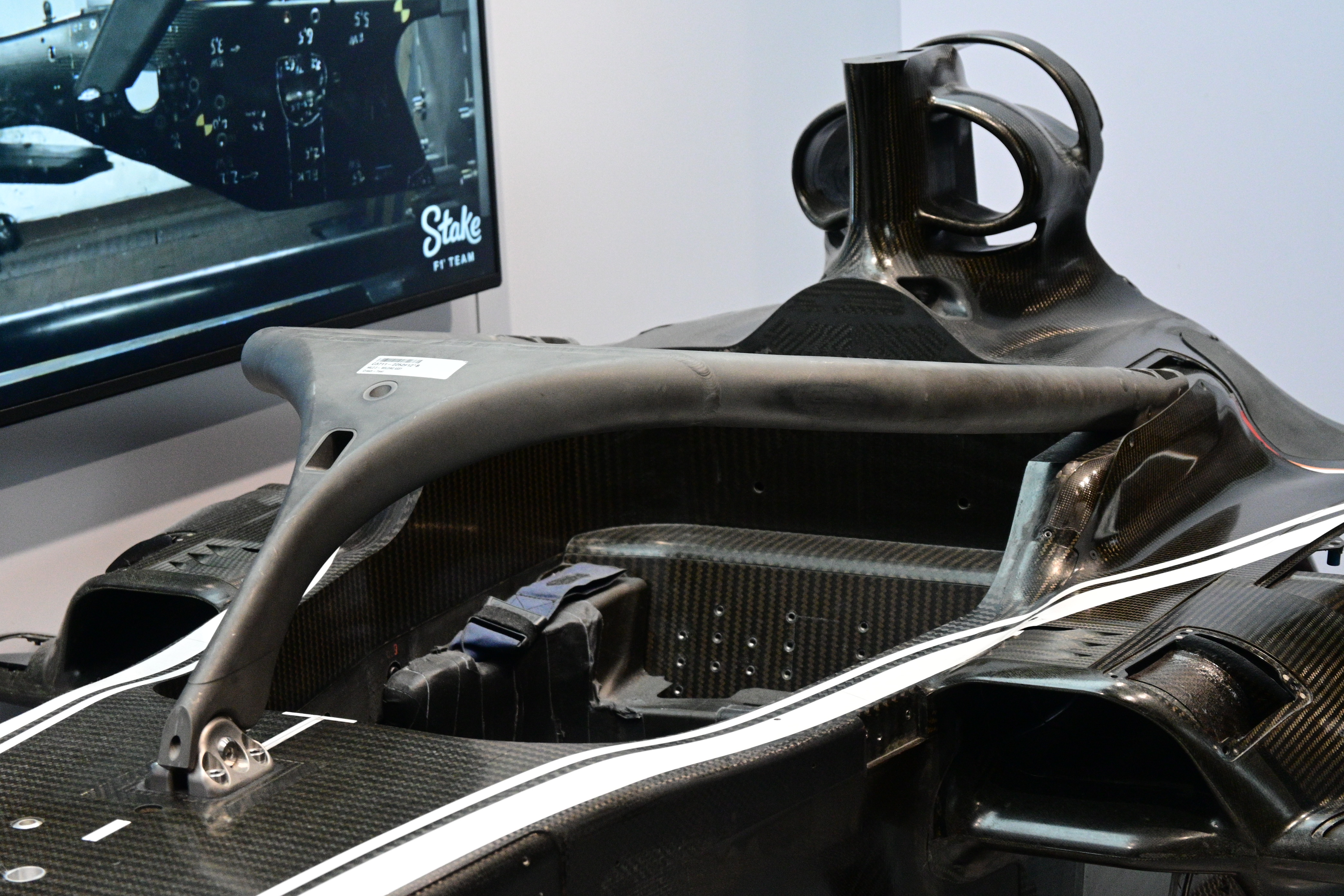
F1マシンのカーボンモノコック上に設置されたHalo

Haloは、レーシングドライバーの頭部を保護する目的で、フォーミュラカーのコクピット周辺に取り付けられる環状の防護装置である。国際自動車連盟 (FIA) が統括するフォーミュラ1 (F1) などのフォーミュラカーレースにおいて、2018年以降順次導入が進められている。
Haloという名称は、その形状が聖人像の頭上に描かれる光輪 (halo) をイメージさせることから命名された。
日本語の発音・表記について、日本のモータースポーツ関連メディアではハロ、ハロー、ヘイローが混在している。

## 概要

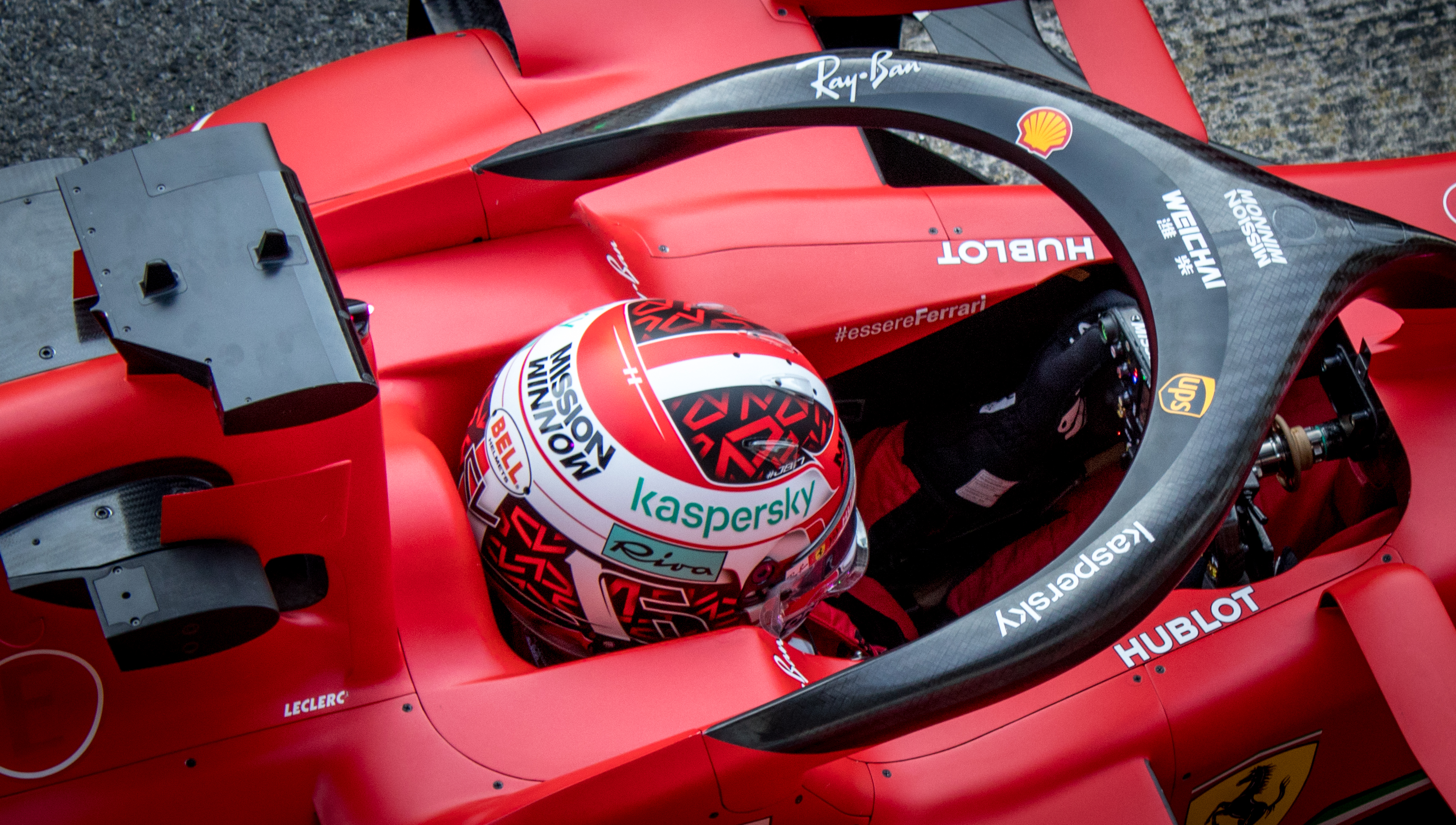
斜め後方から見たHaloの形状

フォーミュラカーはドライバーの頭部（ヘルメット）が車外に露出するオープンコクピット構造となっている。Haloはそのコックピット開口部の上部に沿うように、円を描くような形のバーを取り付け、正面の支柱と左右のブラケットでバーを支える仕組みのデバイスである。これにより、以下のようなリスクが生じた際、ドライバーの頭部を保護する効果が期待されている。
- 前方から比較的大きいサイズのデブリ（タイヤホイールやパーツの破片など）が飛来する。
- 接触事故の際、他のマシンが車体の上に乗り上げる。
- コースアウトして、車体がバリアやガードレールに衝突する。

FIAの技術リストにおける部品名はAFP-Halo。AFPとはAdditional Frontal Protectionの略。F1技術規定における定義は”secondary roll structure”（第二のロール構造）である。FIAはCPテック（CP tech）、Vシステム（V System）、SSTテクノロジー（SST Technology）の3社を公認サプライヤーとしている。
素材は航空宇宙産業の分野でも用いられるグレード5のチタニウム。左右のメインループ部分、根元のブラケット2個、センターピラーの5つの部品を溶接して製作する。重量はスーパーフォーミュラの場合、本体が6.94kg、取り付けのためのブラケット等を含めると7.98kgある。正面・左右の3箇所で静止荷重試験を行い、最大116キロニュートン (kN) の負荷に耐えられるなど一定の基準をクリアしなければならず、その強度は「2階建てのロンドンバスを載せても耐えられる」と表現される。なお、フォーミュラ3 (F3) ではコスト削減のため重いスチール製のものになる。

## カテゴリ別の導入例
FIA フォーミュラ1世界選手権

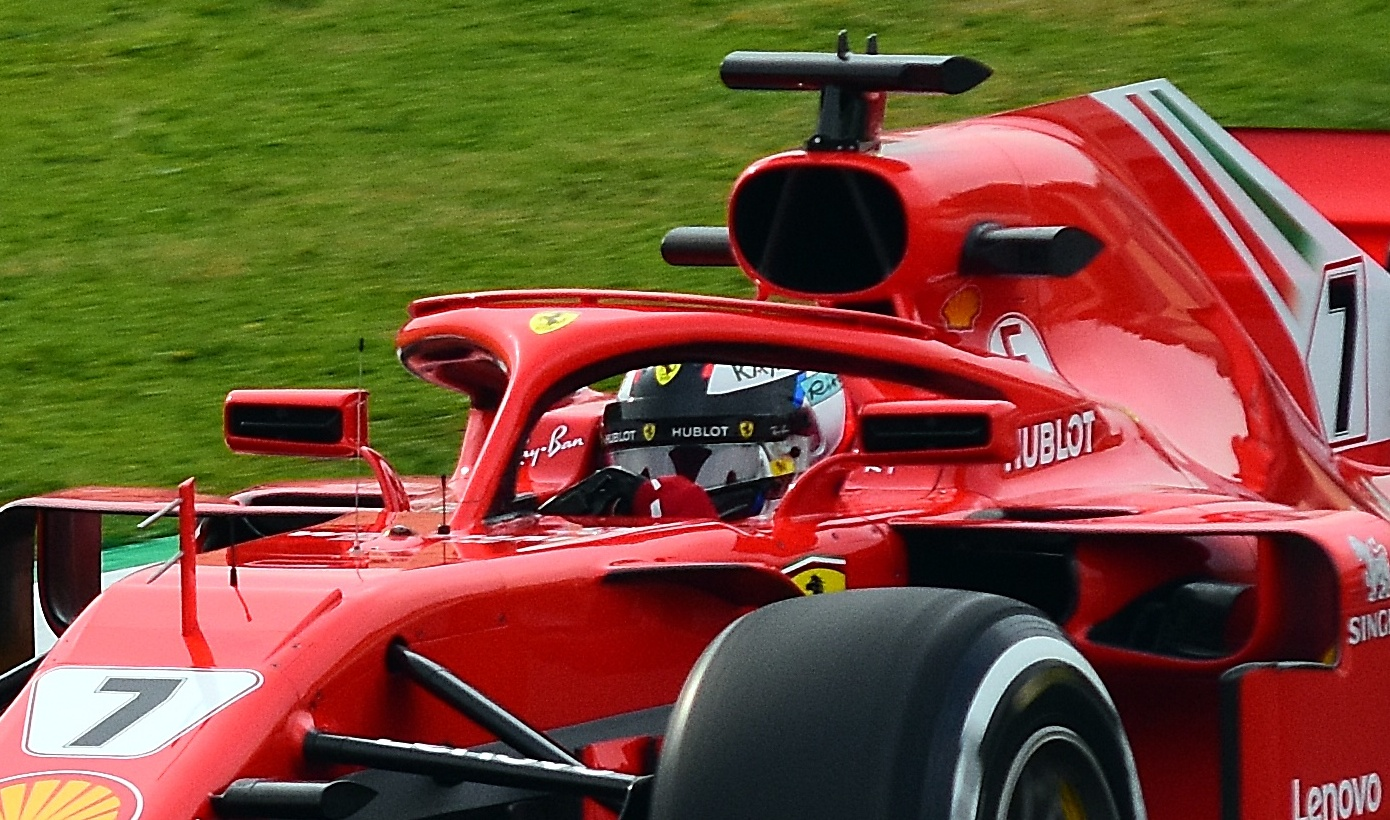
空力フェアリングを取り付けたHalo（F1）

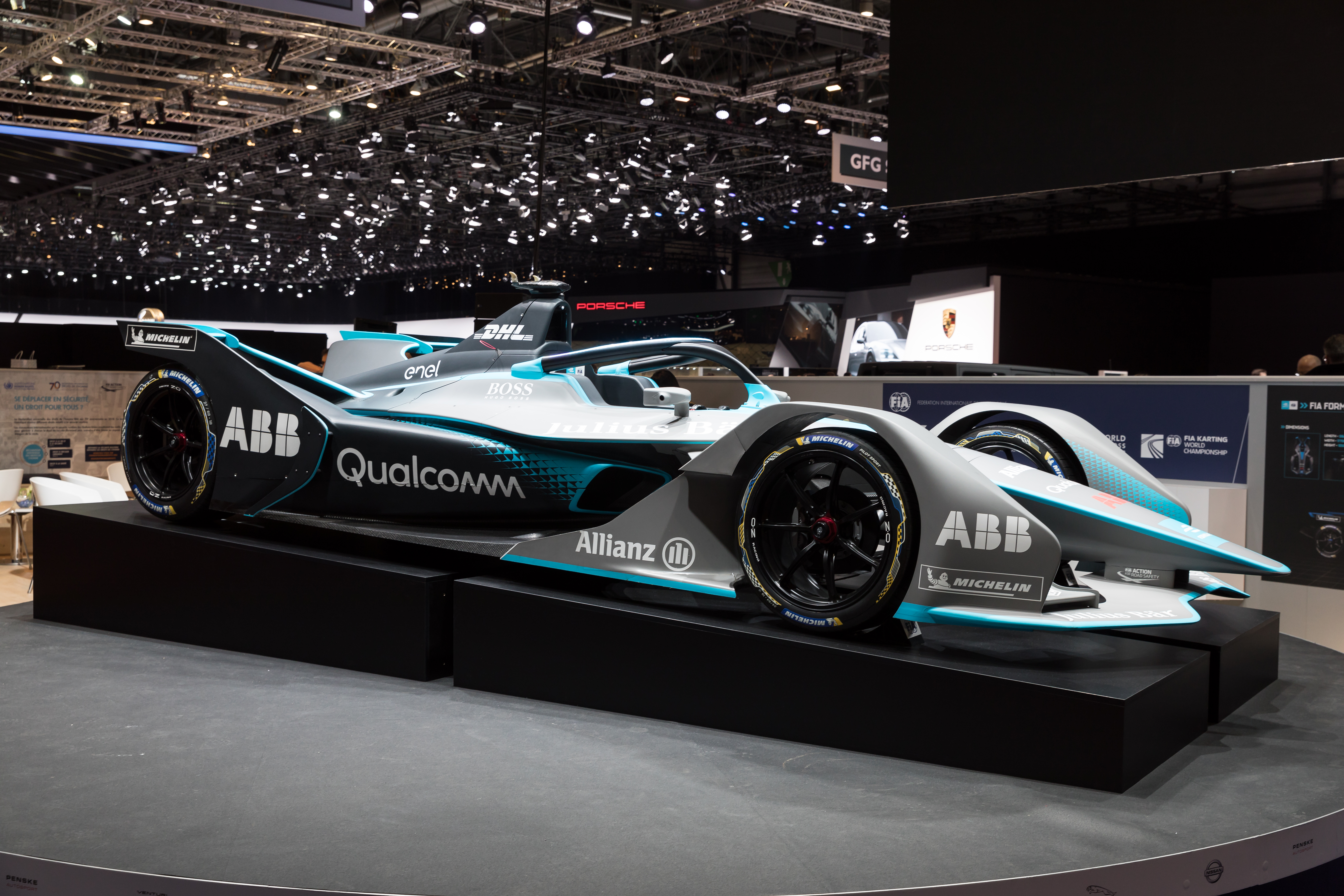
Haloを装備したフォーミュラE Gen2

2018年シーズン開幕戦オーストラリアGPより導入。
F1レギュレーションでは、主構造から20mm以内の高さの範囲であれば空力付加物（ウィングレットやフェアリング等）を付与したり、バックミラーを取り付けることが認められている。
FIA フォーミュラE世界選手権
シーズン5（2018-2019年）開幕より導入される第2世代ワンメイクシャーシ「Gen2」に装備。
アタックモードやファンブーストを使いパワーアップ状態に入った事が視覚的にわかるように、HaloにLEDランプが取り付けられ、パワーアップ状態時に点滅する仕掛けになっている。
FIA F2選手権
2018年シーズン開幕より導入されるダラーラ製ワンメイクマシン「F2 2018」に装備。
全日本スーパーフォーミュラ選手権
2019年シーズン開幕より導入されるダラーラ製ワンメイクシャーシ「SF19」に装備。
フォーミュラ3 (F3)
2019年より創設されるFIA F3選手権のワンメイクマシンに装備。
また、地域選手権として2018年から始まるF3アメリカシリーズでは先んじて装備される。
フォーミュラ4 (F4)
現行車両は2023年まで使用可能だが、Halo搭載へのアップデートが推奨される。
2019年以降に始まるFIA-F4シリーズでは搭載が必須となる。
FIA管轄外で独自の安全基準を設けているインディカー・シリーズはHaloを採用せず、2019年のインディ500以降はコクピット正面にアドバンスト・フロンタル・プロテクション (Advanced Frontal Protection,AFP) と呼ぶ突起状のチタン製部品を取り付けた。2020年より、レッドブル・アドバンスド・テクノロジーズ（RBAT）が開発したハーフキャノピー型の「エアロスクリーン」を正式採用する。
一方でフォーミュラカー以外の車両（クローズドコックピットの車）にもHaloを導入する動きがあり、主な例としてハイパーカーのマクラーレン・ソーラスGTなどがある。

## 歴史

### 導入に至る経緯
フォーミュラカーレースでは、過去にアラン・ステイシーやトム・プライスなど、ドライバーの頭部に物体が衝突して死亡する痛ましい事故が起きている。1990年代以降はサイドプロテクターやHANSなどの安全装具が導入されてきたが、頭部への重大な衝撃を回避する安全策は実施されなかった。
頭部保護装置を検討するきっかけとなったのは、2009年7月19日にFIA F2選手権で起きたヘンリー・サーティースの死亡事故である。クラッシュした車から外れたタイヤホイールが弾みながらコース上に戻り、現場を通りかかったサーティースの頭部を直撃し、彼の命を奪った。さらにその6日後、F1ハンガリーGPではルーベンス・バリチェロの車から外れた小さなばねがフェリペ・マッサのヘルメットを直撃し、マッサは頭蓋骨骨折などの重傷を負った。
最初に考えられたのは頭部周辺を透明なポリカーボネート製キャノピーで覆い、クローズドコクピット化するという案だった。2011年には国際自動車連盟 (FIA) の研究機関であるFIAインスティテュートが、F-16ジェット戦闘機に付いているものと同型のキャノピーにタイヤホイールを高速で衝突させるテストを行った。さらに、コクピット前方に風防（ウィンドスクリーン）や金属製のロールフープを取り付けるという案で、同様のテストが行われた。
2014年の日本GPではコースオフしたジュール・ビアンキのマシンが撤去作業中の重機の下に滑り込み、ビアンキは頭部にダメージを受けて昏睡状態に陥る（2015年7月に死亡）。2015年8月23日にはインディカー・シリーズ第15戦でクラッシュしたマシンの破片がジャスティン・ウィルソンの頭部を直撃し、ウィルソンは翌日死亡。FIAはグランプリ・ドライバーズ・アソシエーション (GPDA) からの要請を受け、2017年からの頭部保護装置導入にむけて実証作業に入った。
FIAは最終的にロールフープ方式を選択し、2016年3月に「Halo型」「3本の柵型」「滑り台型」の3種類のデバイスとテスト結果を公開。この中からメルセデスが提案したHaloタイプを採用し、2016年のF1シーズン中、合同テストやグランプリウィーク中のフリー走行の時間を使って、フェラーリが実走テストを担当した。レッドブルは代替案として風防型の「エアロスクリーン」を開発し、見た目的にはHaloよりも優れているという評価を得たが、FIAは強度や頭部周辺のスペース不足を理由として採用を見送った。FIAは2017年からのHalo導入を目指していたが、F1ストラテジーグループの会議で反対票が投じられ、導入時期が延期された。その後はフェラーリ以外の各チームでもHaloのテストが継続された。

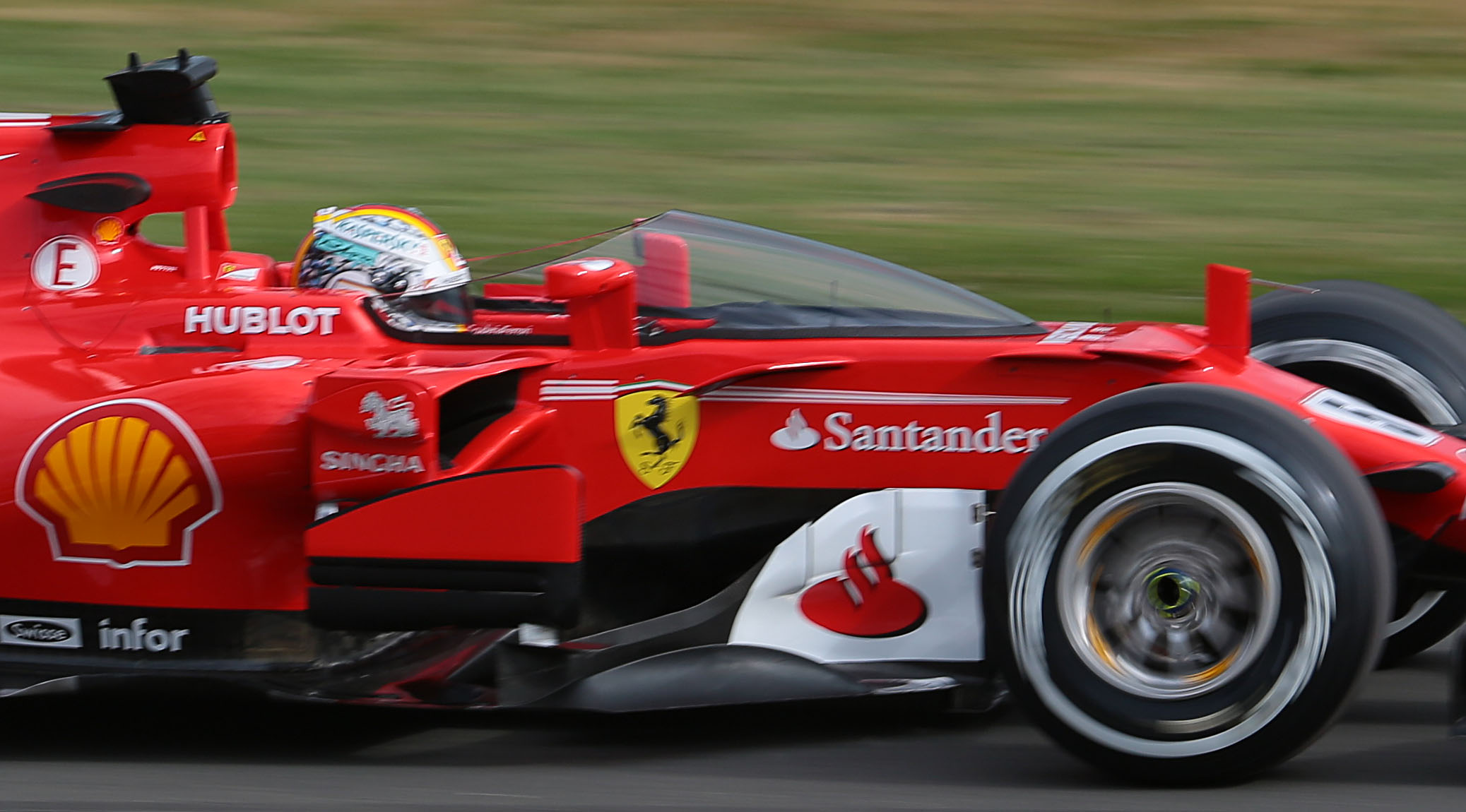
フェラーリ・SF70Hに装着された「シールド」（2017年イギリスGP）。

2017年にはFIAが風防型の「シールド」を公開し、Haloに代わって優先的に開発されることになった。しかし、イギリスGPフリー走行でシールドを試したセバスチャン・ベッテルは1周でテストを打ち切り、「視界が歪んでいてめまいがした」「風を巻き込んでヘルメットが押された」と否定的なコメントを残した。翌週7月19日、F1ストラテジーグループは一転して2018年からF1にHaloを導入することを決定した。FIAは安全面で最も優れていると説明したが、会議に出席した10チーム中9チームが反対したといわれており、2018年に間に合わせるためにはこれ以外の選択肢がなかったという見方もある。また同年からはFIA F2においてもHaloが導入されることになった。

### 導入後の事例
2016年にHaloが初披露された頃より、モータースポーツ関係者やファンの間ではその意義を疑う否定的意見が根強かった（#議論も参照）。当事者のF1ドライバーの間でもセバスチャン・ベッテル、フェルナンド・アロンソ、キミ・ライコネン、ニコ・ロズベルグら賛成派と、マックス・フェルスタッペン、ケビン・マグヌッセン、ニコ・ヒュルケンベルグ、ロマン・グロージャンら反対派で意見が分かれた。
導入後、以下のようなアクシデントにおいてHaloがドライバーの安全性に一定の寄与を果たしていることが実証され、批判は沈静化した。
マシンが接触等の要因で他のマシンに乗り上げた際、ドライバーの身体とマシンの接触を回避した事例
- 2018年5月に行われたFIA F2第3戦スペインラウンドにおいて牧野任祐と福住仁嶺が接触事故を起こした際、福住のマシンが牧野の上に乗り上げたが、Haloがタイヤがヘルメットに接触するのを防ぐ機能を果たした[47]。牧野は「ハロが役立った第1号が僕だと思います。ハロがなかったら頭に当たっていたと思いますよ」とコメントした[48]。
- 2018年8月のF1ベルギーGPでは、スタート直後の多重クラッシュでシャルル・ルクレール（ザウバー）の上をフェルナンド・アロンソ（マクラーレン）が飛び越え、ルクレール車のHaloには黒いタイヤ跡が残っていた[49]。FIAの調査の結果、ルクレールはHaloのおかげで頭部への外傷を免れた可能性が高いと結論付けられた[50]。
- 2021年9月のF1イタリアGPでは、ルイス・ハミルトン（メルセデス）とマックス・フェルスタッペン（レッドブル）がシケインで交錯し、フェルスタッペンのマシンがハミルトンの上に跳ね上げられ、右後輪がロールバーを乗り越えてHaloの上を通過した[51]。ハミルトンのヘルメットにタイヤが接触し、レース後首の痛みを訴えたものの、Haloに護られてタイヤの下敷きなる事態は免れた[52]。ハミルトンは「今日はものすごく幸運だった。Haloに感謝する。Haloが最終的に僕を救ってくれたんだ。僕の首を守ってくれた」とコメントした[53]。
- 2022年7月のFIA F2のイギリスラウンドのレース2のターンにおいて、デニス・ハウガーとロイ・ニッサニーが接触。ダメージを受け、コントロールを失ったハウガーのマシンは勢いをそのままに芝生を滑り、次のターンの縁石で跳ね上がると、ターンイン中のニッサニーのマシンに乗り上げるかたちでクラッシュ。このクラッシュでは、ニッサニーのヘルメットとハウガーのマシンのフロアがかすめるアクシデントとなったが、ヘイローの存在が功を奏し、両者に怪我はなかった[54]。

大きな衝撃のかかったクラッシュからドライバーを守った事例
- 2020年11月のF1バーレーンGPでは、ロマン・グロージャン（ハース）が他車と接触し、その弾みでガードレールに衝突し、爆発炎上する大事故が発生。真っ二つに折れたマシンのモノコックがガードレールを突き破ったが、グロージャンはHaloによって頭部を保護され、炎上するマシンから自力で脱出した。軽い火傷で済んだグロージャンは、ファンに無事を伝えるメッセージの中で「数年前の僕はHaloに反対していたけど、今はそれがF1にもたらした最高のものだと思っている」とコメント[55][56]。同じくHalo否定派だったチームメイトのケビン・マグヌッセンも「あれがなかったら彼はこの世にはいなかっただろう」と効果を認めた[57]。
- 2022年7月の上述のF2イギリスラウンドの事故の翌日に行われたF1イギリスGPでは、スタート直後の加速勝負での順位争いの過程でピエール・ガスリー（アルファタウリ）が加速勝負で順位を上げようとした際、周冠宇（アルファロメオ）とジョージ・ラッセル（メルセデス）に挟まれる形となり、ガスリーとラッセルのマシンのタイヤ同士が接触。ラッセルのマシンはこの衝撃の反動で周のマシンのリアタイヤ付近に接触。周はぶつかった衝撃で上下逆さまになった状態でグラベルに飛び出し、タイヤバリアを飛び越え、観客席の前のフェンスに当たって止まった[58]。安否不明な状況が続いたため、最悪の事態も想定されたが所属チームから「大きな怪我はなかった。現在メディカルセンターで観察下に置かれている」という報告がされ、周もレース後の取材で「今日はヘイローに救われた。安全性を向上させようとするあらゆる取り組みが本当に価値のある結果をもたらしてる事が示されたと思う」とコメントした[59]。この事故でマシンにかかった負荷の要因は複数あり、このような横転時にドライバーを保護する役割の一つでもあったロールバーが破壊されたものの[60]、Haloやその他の安全構造物がドライバーを保護する結果となった。

## 議論
Haloの導入を巡っては以下のような議論が出ている。

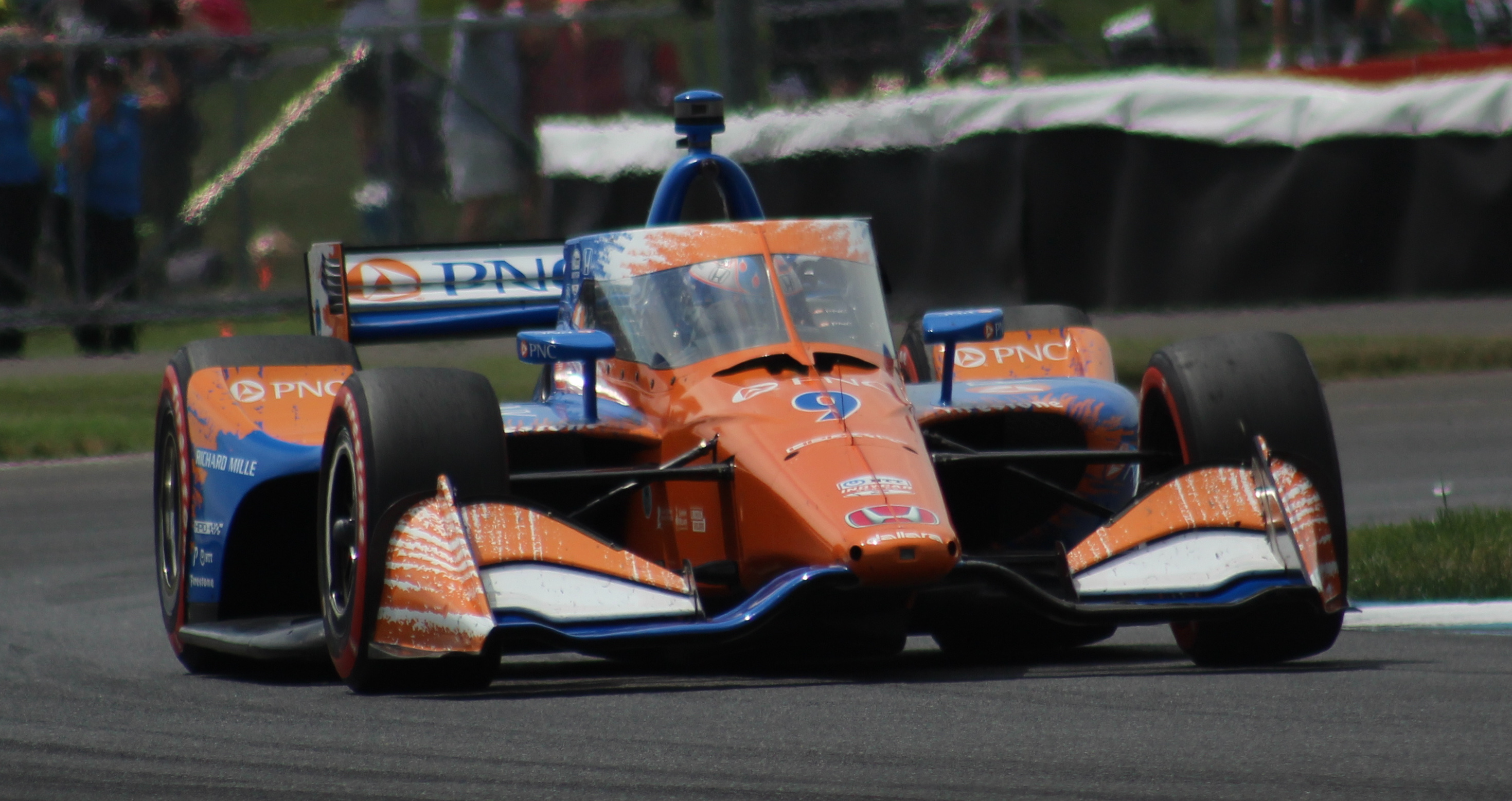
インディカーで採用された「エアロスクリーン」

マシンの美観を損ねる
コックピット上部に大きなバーが付くのは不格好であり美しくないという意見。その形状から「ビーチサンダルの鼻緒」などと揶揄される。安全性向上に役立つデバイスであることを評価しながらも、「外観を好きになれない」という関係者の声は多い。
Haloの有用性が確認されて以降もこの点は引き続き問題とされており、インディカー・シリーズではその点を嫌ってHaloではなくウィンドスクリーンの導入に傾き、2018年からテストを行い、2020年から「エアロスクリーン」を採用する。FIAも2021年シーズンから、見た目を改善した新バージョンのHaloを導入することを検討していたが、結局2022年の新レギュレーションでも現行のHaloの利用を継続している。
ドライバーの視界を遮る
テスト導入当初によく出ていた批判。特にバーを支えるコックピット正面の支柱が視界の妨げになるのではと言われていたが、実際にHaloを装着したマシンをドライブしたドライバーの反応は「特に気にならない」との意見が多数を占めた。山本尚貴は「アンテナ類が太くなったくらいの印象」と述べている。また、バーのせいで斜め上のスタートシグナルやコーナーフラッグが見にくくなるという懸念も問題なく、「日差しを避けるサンバイザー代わりになる」という意見もあった。
一方でHalo導入後、リアウィングのレギュレーションとの関係からバックミラーで後方を確認することが難しくなったとの意見が出たため、F1では2018年のシーズン途中からHaloにバックミラーをマウントすることが認められた。ただし空力的なメリットを得ることは禁止とされており、2019年からはミラーの取り付け方法などがレギュレーションでより厳格化された。
マシンの乗降時の障害になる
Haloはその構造上、コックピットにドライバーが出入りする部分の口を狭めることになるため、特に事故発生時にドライバーを救出する妨げになるのではないかという意見。2018年アブダビGPでニコ・ヒュルケンベルグのマシンが横転したアクシデントでは、マシンから煙が上がりながらも、ドライバーは自力で脱出できず、コースマーシャルがマシンを上向きに戻すまでコクピット内で待たされた。万が一、Haloが変形して救出を妨げるような状況では、メディカルカーに搭載可能なサイズの小型器具を使い、数秒で切断することになっている。
FIAは乗り降りの手間を含め、緊急時にドライバーがコクピットから脱出するタイムリミットを5秒から7秒に延長した。実際のマシンではHaloに装着されたフェアリングの影響で乗降がやや行いにくくなったものもあり、ピエール・ガスリーは乗降時にレーシングスーツが破れるトラブルに遭った。